# SOKO Linz
SOKO Linz est une série télévisée germano-autrichienne créée par Alrun Fichtenbauer et diffusée en Autriche depuis le 2 février 2022 sur la chaîne ORF, et en Allemagne sur le réseau ZDF.
En France, elle est diffusée à partir du 18 avril 2023 sur Polar+. Elle reste inédite dans les autres pays francophones.
C'est un spin-off de Soko brigade des stups. Le 14 juillet 2020, l'ORF a annoncé qu'elle interromprait la série SOKO Kitzbühel (de) après la fin de la 20e saison.

## Synopsis
Johanna « Joe » Haizinger est confrontée à tous les cas avec ses nombreuses années d'expérience et sa nature déterminée, elle aime aussi offenser l'équipe. Ben Halberg est capable de faire avancer l'enquête grâce à ses compétences psychologiques il est père célibataire accompagne occasionnellement sa fille Emilia au commissariat. Nele Oldendorf, natif de Berlin, a gravi les échelons avec beaucoup d'ambition, mais diriger l'équipe présente toujours des défis pour le jeune patron. Aleks Malenov prend soin de tous les travaux de recherche. Le médecin légiste Dr Richie Vitek est redevable à l'équipe.

## Distribution
- Katharina Stemberger (de) : Commissaire Johanna « Joe » Haizinger
- Daniel Gawlowski (de) : Commissaire Ben Halberg
- Anna Hausburg (de) : Commissaire Nele Oldendorf
- Damyan Andreev (de) : inspecteur Aleks Malenov
- Alexander Pschill : Docteur Richard « Richie » Vitek
- Miriam Hie (de) : Yara Nejem
- Paula Hainberger : Emilia Ertl (Halberg)

## Épisodes

### Première saison (2022)
1. Judas (Judas)
2. On vous connaît (Wir kennen dich)
3. L'enfant (Das Kind)
4. Genèse 2.0 (Schöpfung 2.0)
5. L'éventreur de Linz (Der Linz-Ripper)
6. Trafic sans frontière (Grenzverschiebung)
7. Les invisibles (Die Unsichtbaren)
8. Quatuor à cordes (Da Capo)
9. Qui perd gagne (Battle of Bytes)
10. À la vie à la mort (Kältestarre)
11. Réservé aux femmes (Women only)
12. Rave Party (Rave)
13. Lazare (Lazarus)

### Deuxième saison (2023)
1. En plein cœur (Herzstiche)
2. Sans laisser de traces (Spurlos)
3. Victime ou escroc (Einmal um die Welt)
4. Chère à son cœur (Herzensbrecher)
5. Le scorpion (Der Skorpion)
6. Récolte sanglante (Tödliche Ernte)
7. Les Règles du jeu (Spielregeln)
8. La Terre a besoin de nous (Die Erde braucht uns)
9. Où est Angela ? (Ist Luisa da?)
10. Jeux d'ombres (Schattenspiele)
11. Rédemption (Erlösung)
12. La mort au menu (Abwärts)
13. Panique sur Linz (Systemcrash)